# Wim Schermerhorn
Wim Schermerhorn, właśc. Willem Schermerhorn (ur. 17 grudnia 1894 w Akersloot, zm. 10 marca 1977 w Haarlemie) – holenderski polityk należący do Partii Pracy. Był pierwszym premierem Holandii po II wojnie światowej (w latach 1945–1946).

## Życiorys

### Wczesne lata
Urodził się 17 grudnia 1894 w Akersloot w prowincji Holandia Północna. Dorastał w protestanckiej rodzinie farmerów. W 1913 rozpoczął studia na Uniwersytecie Technicznym w Delfcie na kierunku inżynier budownictwa. Ukończył je pięć lat później. 7 września 1926 został profesorem na tej uczelni. Pozostał nim do 1944, kiedy usunęli go ze stanowiska niemieccy okupanci, zaniepokojeni jego zbytnią niezależnością i stawianiem im oporu. Został internowany w Sint-Michielsgestel. Przebywał tam od maja 1942 do grudnia 1943. Po usunięciu ze stanowiska profesora ukrywał się przed okupantami.

### Działalność polityczna
24 czerwca 1945 został pierwszym premierem Holandii powołanym po II wojnie światowej. Po wyborach w 1946 został członkiem parlamentu z ramienia Partii Pracy. Pełnił tę funkcję do 1951, kiedy został dyrektorem ITC Enschede. Na tym stanowisku pozostawał do 1959. Ponadto w latach 1951–1963 był senatorem.
Zmarł 10 marca 1977 w Haarlemie w wieku 82 lat.

### Kariera naukowa
Pięciokrotnie zostawał doktorem honoris causa europejskich wyższych uczelni – Uniwersytetu Gandawskiego (1946), Politechniki w Zurychu (1963), Politechniki Mediolańskiej (1964), Uniwersytetu w Glasgow (1965) i Uniwersytetu Technicznego w Hanowerze (1967). Był członkiem Królewskiej Holenderskiej Akademii Sztuk i Nauk. 

## Życie prywatne
Był jednym z pięciorga dzieci (miał trzech braci i siostrę) rolnika Teunisa Schermerhorna i Trijntje Honig. Dwaj bracia kontynuowali farmerskie tradycje rodziny, a jeden został inżynierem i wyjechał do Związku Radzieckiego, gdzie trafił do więzienia i został zabity w 1937. Siostra natomiast studiowała filologię holenderską i historię. 9 kwietnia 1919 w Delft wziął ślub z Barbarą Rook (1897-1986), z którą miał trzech synów i córkę.

## Odznaczenia
- Order Lwa Niderlandzkiego III klasy
- Order Oranje-Nassau II klasy